# Nya Testamentet på arameiska

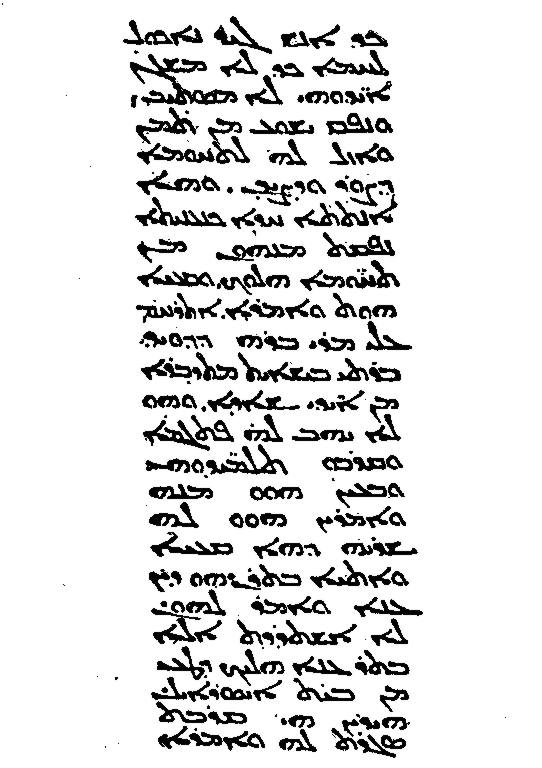
Matteusevangeliet 15:20-25 på arameiska, skrivet med det syriska alfabetet.

Nya Testamentet på arameiska finns i två versioner. Den äldsta är en del av Peshitta, den version som godkänts av nestorianska kyrkan. Den senaste är en ny översättning, av Bibelsällskapet i Libanon. Båda versionerna är översättningar av Nya testamentet på grekiska. Det finns också en hypotes, stödd av en minoritet av forskare, om att arameiska var ursprungsspråk för åtminstone delar av Nya testamentet eller dess källor.

## Arameisk källtext till Nya testamentet
Moderna forskare är generellt eniga om att Nya testamentet skrevs på grekiska; en minoritet forskare tänker sig att en arameisk källtext kan ha använts som grund för vissa delar. Många av de enskilda Jesusorden i evangelierna bör från början ha varit avfattade på arameiska. Några forskare vill av det dra slutsatsen att evangelierna bygger på arameiska källor. De allra flesta håller dock fast vid att evangelierna i deras nuvarande form, liksom övriga nytestamentliga skrifter, skrevs på grekiska.
Frågan är viktig för särskilda grupper såsom messianska judar. Inom större delen av kristendomen saknar frågan betydelse; det spelar där ingen större roll vilket språk som var det ursprungliga.
Bland annat George Lamsas översättning av Peshitta från syriska till engelska har väckt frågan om arameiskt original i västvärlden. En del forskare under 1900-talet (H. Holtzmann, Wendt, Jülicher, Wernle, von Soden, Wellhausen, Harnack, B. Weiss, Nicolardot, W. Allen, Montefiore, Plummer, samt Stanton) har hävdat att delar av evangelierna, särskilt Matteusevangeliet, härrör från en arameisk källa. Vissa bland dem identifierar denna källa med den källa som brukar kallas Q-källan, en källa som dock forskarmajoriteten menar var avfattad på grekiska. (Q-källan är en benämning på den hypotetiska källa som antas ligga till grund för det gemensamma, från Markusevangeliet avvikande stoffet i Matteus- och Lukasevangeliet; se tvåkällshypotesen).
De som tror på arameiskt original menar att sannolikheten är hög för att Jesu modersmål och språket som hans närmaste lärjungar talade, arameiska, också var det språk som de flesta eller alla nytestamentliga författare använde. De noterar också att de första kristna församlingarna bör ha uppkommit i områden där man i första hand talade arameiska, i moderna Libanon, Syrien och Israel, och att många tidiga konvertiter till kristendomen troligen var medlemmar i arameiskspråkiga judiska synagogor, då även i grekiskspråkiga städer. Man hänvisar också till vissa ställen hos kyrkofäderna (Papias, Irenaeus, Klemens av Alexandria, Eusebios av Caesarea och Hieronymus), som eventuellt kan tala för att arameiskan var det språk som hade använts i Nya testamentets grundtext.
I det grekiska Nya testamentet finns ett antal verser som innehåller arameiska fraser eller ord som sedan översätts till grekiska. Till exempel lyder Matteusevangeliet 27:46 enligt Peshitta: "Vid nionde timmen ropade Jesus med hög röst och sade: "Ēl, Ēl, varför har du övergivit mig?" och enligt den grekiska texten: "Vid nionde timmen ropade Jesus med hög röst och sade: "Eli, Eli, lema sabaktani?"; det betyder: "Min Gud, min Gud, varför har du övergivit mig?".